# Eteone pacifica
Eteone pacifica är en ringmaskart som beskrevs av Hartman 1936. Eteone pacifica ingår i släktet Eteone och familjen Phyllodocidae. Inga underarter finns listade i Catalogue of Life.